# Condes (Boimorto)
Condes (en gallego y oficialmente, Os Condes) es una aldea española situada en la parroquia de Corneda, del municipio de Boimorto, en la provincia de La Coruña, Galicia.

## Demografía
| Gráfica de evolución demográfica de Condes entre 2000 y 2018 |
|                                                              |
| Datos según el nomenclátor publicado por el INE.             |